# Leslie Tay
Leslie Tay, egentligen Leslie Edjila Kocuvie-Tay, född 13 maj 1989 i Malmö, är en svensk musikproducent, låtskrivare och sångare.  
Tay är uppväxt i Seved i stadsdelen södra Sofielund i Malmö, något han också skildrat i sin musik. Stora delar av hans uppväxt i problemtyngd livsmiljö skildras i två dokumentärfilmer av Stefan Berg. Pojkar (2004) kretsar kring den engagerade biträdande rektorn på Sofielundskolan i Malmö där Tay då var en av eleverna. Rektorn såg Tays talang och inspirerade honom till att satsa på musiken. Utifrån detta växte den andra filmen fram, Leslie – killen som kommer att glänsa, visad på Sveriges Television 2008. Filmen följer den unge rapartistens vidare utveckling under fem år tills han fyller 19 år.  Han producerade hiphop åt olika artister, såsom "Before U Know It" till Adam Tenstas Grammisbelönade debutalbum It's a Tensta Thing (2007). Efter det slutade Tay med hiphopen och drog sig alltmer tillbaka några år.
Han började skriva musik åt andra och i slutet av 2014 släppte han den egna uppmärksammade debutsingeln "Vems fel" (Sweden Music/Universal Music) om dödsskjutningar och ungdomskriminalitet. Den följdes våren 2015 av EP:n 12 år, som skildrar Tays ungdomstid och där bland annat sången "Sofie" ingår, en kärleksförklaring till området Sofielund. Han hade i och med detta slutat med rappen och gått över till att producera och sjunga R'n'B i stället. Han startade också produktionsbolaget You-Meh tillsammans med Babak Azarmi (från före detta hiphop-kollektivet RMH), där han bland annat producerar musik med artister som Cherrie med låtar som ”Aldrig Igen feat. Stormzy” och ”Tabanja”. Han medverkar även i SVT-serien Cherrie – ut ur mörkret (2018).
År 2017 utsågs han av tidningen Cafés årliga urval till "Sveriges bäst klädda man".
I början av 2018 släpptes singeln "Rockstar" inför utgivningen av debutalbumet Vilja & tålamod våren 2018.
År 2018 släpptes filmen Leslie brinner. Stefan Berg åter som regissör. Filmen handlar delvis om att skapandet av sitt debutalbum Vilja & tålamod, men även om hans relation med machokultur.

## Priser och nomineringar som musiker
2019 nominerades Leslie Tay för P3 Gulds årets hiphop/rnb för sitt album Vilja och tålamod. och 2017 till en Grammis för årets producent tillsammans med AMR BADR för Albument Sherihan, med Cherrie, som också vann årets hip hop/soul och var nominerad till årets album. 2016 nomineraded Tay till en Grammis för årets hiphop/soul och årets nykomling med 12 år (feat. Seinabo Sey) och för nomineringen för årets låt som låtskrivare på Norlie och KKVs ”Ingen annan rör mig som du” .

## Diskografi (ofullständig)
| Datum | Artist                  |        | Titel                      | Bolag           | Anteckningar                  |
| ----- | ----------------------- | ------ | -------------------------- | --------------- | ----------------------------- |
| 2022  | Leslie Tay              | Album  | Skisser & SMS 2            |                 | Äldre album som släpptes igen |
| 2022  | Leslie Tay              | Album  | Skisser & SMS 1            |                 |                               |
| 2018  | Leslie Tay              | Album  | Vilja och tålamod          |                 | Artist och producent          |
| 2018  | Leslie Tay              | Singel | Stjärntecken               |                 | Äldre album som släpptes ige  |
| 2018  | Leslie Tay/Molly Sandén | Singel | Ditt sanna jag             | Sony Music      | Artist med Molly Sandén       |
| 2016  | Leslie Tay/Cherrie      | Singel | Ingen annan rör mig som du |                 |                               |
| 2016  | Jaqe                    |        | HBO                        | Sony Music      | Featuring                     |
| 2016  | Rikke Darling           |        | Snap that                  |                 | Komposition/producent         |
| 2015  | Leslie Tay              | EP     | 12 år                      | Universal Music | Artist och producent          |
| 2008  | Adam Tensta             |        | Before U know it           |                 | Komposition/producent         |